# Provincia Chacabuco
Chacabuco (Provincia de Chacabuco) este o provincie din regiunea Metropolitană Santiago, Chile, cu o populație de 203.993 locuitori (2012) și o suprafață de 2076,1 km2.